# Nylon 1,6
Nylon 1,6 je druh polyamidu. Od ostatních polyamidů se liší tím, že není kondenzačním polymerem, ale vzniká kysele katalyzovanou reakcí adiponitrilu, formaldehydu a vody. Vyvinut byl v 50. letech 20. století. Nylon 1,6 lze připravit za pokojové teploty.

## Výroba
Nylon 1,6 se vyrábí reakcí adiponitrilu, formaldehydu a vody za přítomnosti kyseliny jako katalyzátoru. Adiponitril a formaldehyd (ve vodném roztoku či jako paraformaldehyd nebo 1,3,5-trioxan) se smíchají s kyselinou (obvykle sírovou). Reakce je exotermní a, obzvláště při vysokých hodnotách poměru formaldehydu k adiponitrilu, vyžaduje chlazení reakční směsi:
CH2O + NC-[CH2]4-CN + H2O → [-NH-CH2-NH-OC-(CH2)4-CO-]n
Přidáním vody do reakční směsi se vysráží nylon 1,6, který se poté za účelem dosažení vysoké čistoty promyje vodou.

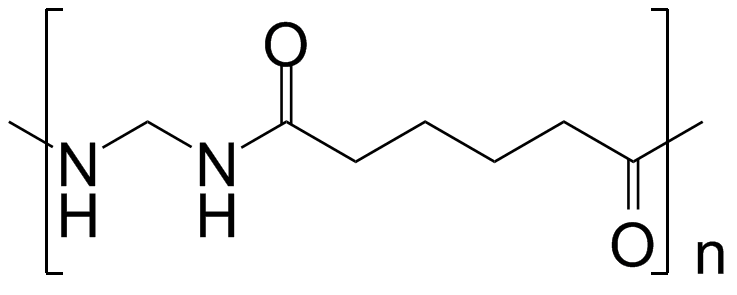
Strukturní vzorec nylonu 1,6

## Vlastnosti a použití

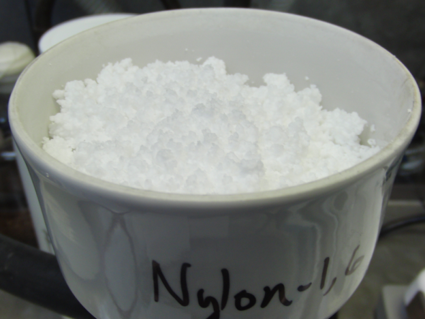
Vzorek nylonu 1,6

Nylon-1,6 je méně odolný vůči kyselinám než nylon 66 a taje při 300–325 °C, přičemž se částečně rozkládá. Molekulové hmotnosti, jak bylo zjištěno pomocí osmotického tlaku, se pohybují mezi 22 000 a 34 000 g/mol. Předpokládalo se, že řetězec polymeru bude v důsledku vedlejších reakcí v průběhu polymerizace výrazně rozvětvený a překřížený, což ale pozorováno nebylo.
Podobně jako u jiných formaldehydových termosetů jsou tepelné vlastnosti nylonu 1,6 závislé na poměru CH2O/adiponitril v průběhu syntézy.
S rostoucím poměrem CH2O/adiponitril se zvyšuje teplota tání i míra překřížení a snižuje krystaličnost. I vzhled 1H-NMR spektra nylonu 1,6 jsou tímto poměrem ovlivňována. Uvedené vlastnosti a jejich proměny jsou podobné jako u dalších formaldehydových pryskyřic; nylon 1,6 je jedním z mála polyamidů patřících mezi termosety místo termoplastů.
Nylon 1,6 může absorbovat velké množství vlhkosti (přes 130 % své hmotnosti, zatímco u nylonu 66 a nylonu 6 jde o 2 až 2,5 %.